# Estado Livre de Meclemburgo-Strelitz
Estado Livre de Meclemburgo-Strelitz (em alemão:  Freistaat Mecklenburg-Strelitz) foi um estado da República de Weimar estabelecido em 1918 após a Revolução Alemã que derrubou o Grão-Ducado de Meclemburgo-Strelitz. O estado durou até o Partido Nazista (NSDAP) chegar ao poder na Alemanha e fundir o estado com o vizinho Estado Livre de Meclemburgo-Schwerin para formar um novo estado unido de Meclemburgo.

## Governantes de Meclemburgo-Strelitz

### Presidente da Mesa do Ministério de Estado de Meclemburgo-Strelitz, 1918-1919
- Peter Franz Stubmann (DDP) 1918-1919
- Hans Krüger (SPD) 1919

### Ministros-Presidentes de Meclemburgo-Strelitz, 1919-1933
- Karl Gustav Hans Otto Freiherr von Reibnitz (SPD) 1919-1923
- Karl Schwabe (DNVP) 1923-1928
- Karl Gustav Hans Otto Freiherr von Reibnitz (SPD) 1928-1931
- Heinrich Wilhelm Ferdinand von Michael (DNVP) 1931-1933
- Fritz Stichtenoth (NSDAP) 1933
- Friedrich Hildebrandt (Reichsstatthalter) 1933